# Äppelsyra
Äppelsyra eller äpplesyra är en dikarboxylsyra och sekundär alkohol. Den är vanligt förekommande i växter och syrliga frukter såsom äpple, druvor, rabarber och rönnbär; det finns mycket äppelsyra i omogna (sura) frukter. Äppelsyrans korresponderande bas är malat, O−OC-CH2-CH(OH)-COO−, och syrans salter kallas malater.
Vattenlösningen av äppelsyra vrider polariserat ljus åt vänster.(Vinsyra vrider åt höger).
Syran används även som konserveringsmedel, och betecknas då med E-nummer E 296.
Äppelsyra ingår även i citronsyracykeln.
I vin uppfattas äppelsyra smakmässigt som en "hårdare" syra än vinsyra. I flera fall eftersträvas därför en omvandling av äppelsyra till mjölksyra genom så kallad malolaktisk jäsning.